# علي إيدير
علي إيدير من مواليد 22 ديسمبر 1966م بحي باب الواد في الجزائر ، وهو لاعب جودو جزائري .

## روابط خارجية
- علي إيدير على موقع JudoInside.com (الإنجليزية)
- علي إيدير على موقع أوليمبيديا (الإنجليزية)